# ケイレブ・デイビス・ブラッドハム
ケイレブ・デイビス・ブラッドハム（Caleb Davis Bradham、1867年5月27日 - 1934年2月19日）はアメリカ合衆国の薬剤師。日本語ではキャレブ・ブラッドハムとも表記される。ペプシコーラを発明した人物として知られる。

## 生涯
1867年5月27日、ノースカロライナ州のデュプリン郡チンカパンに生まれる。ノースカロライナ大学チャペルヒル校を卒業した後に、医師になることを決意し、メリーランド大学カレッジパーク校の医学部に入る。しかし、父の企業が破産したため中退し、帰郷を余儀なくされた。
帰郷後、一年間公立学校の教師を務める。その後は、ポロック・ストリートの街角にドラッグストアを開き、薬剤師として働く。1893年、主に砂糖、水、キャラメル、レモンオイル、ナツメグ、天然添加物などの材料を加えたドリンクである「Brad's Drink（ブラッズドリンク）」を発売し、大きな反響を引き起こした。1898年、消化酵素のペプシンの名に因み、ブラッドハムはこのドリンクを「ペプシコーラ」と改名した。
またペプシコーラ以外にも健康的なコーラなども仕上げ、初代社長としてブラッドハムが就任したことにより、「ペプシコーラカンパニー」のビジネスが創立された。また、ペプシコーラのビジネスの成長も高まっていった。
1903年には「ペプシコーラ」が正式な名前として販売されるようになり、ペプシコーラシロップの売上は約20,000ガロンまでになっていた。そのため、「ペプシコーラをボトルで提供する時期が来た」と判断した。そのため、1910年に、24の州で、ペプシコーラをボトルでの発売を開始した。
しかし、第一次世界大戦で、ペプシコーラのボトル販売、生産、材料の獲得が難しくなった。そのため、充分な消費者やペプシコーラシロップに必要な砂糖の獲得が難しい時期となった。このとき一度シロップの販売を防止、その期間で、ペプシコーラの新しい作り方の研究をした。
終戦後、砂糖の高騰など生産コストが上昇した結果、1923年5月31日に、正式にペプシコーラの企業は破綻。ブラッドハムは商標を売却し、ペプシコーラを手放すこととなった。1934年2月19日、自宅で死去。
1973年にアメリカ合衆国国家歴史登録財に登録されたSlover-BradhamHouseを1908年から1934年まで所有していた。